# 슈타들러 탱고
슈타들러 탱고(Stadler Tango)는 슈타들러 철도에서 만든 경전철 차량이자 트램이다. 그것은 100% 높은 바닥 또는 70% 낮은 바닥 관절 단위로 건설될 수 있다. 보훔, 바젤, 제네바, 리옹, 오르후스에서 사용되고 있다.

## 특성
탱고를 운영하는 도시는 철도 차량에 대해 다음과 같은 특성을 요구하고 있다. 속도(최대 100km/h), 견고성, 보안 및 인프라의 일반적인 사용과의 호환성, 경제성(교통 및 전망에 적합한 용량) 개발) 뿐만 아니라 편안함과 미학. 아펜첼 철도의 경우 경전철은 장크트갈렌 남쪽 산기슭의 강한 기울기도 처리해야 한다.

## 사용
리옹에서는 탱고 트램이 2010년에 개통한 생텍쥐페리 공항과 떼제베 기차역과 시내를 연결하는 론익스프레스 급행 노선을 운행하고 있다.

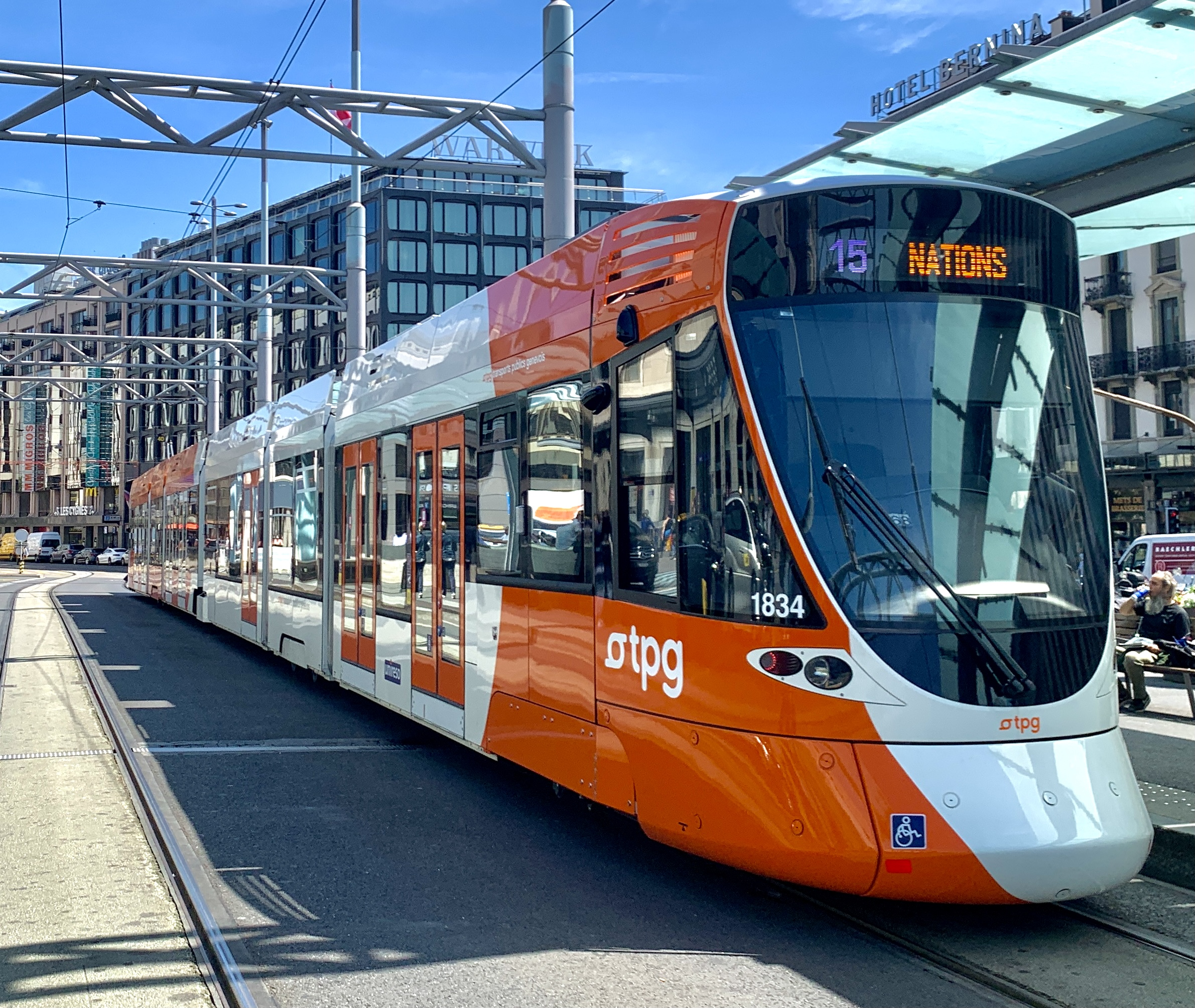
제네바 대중교통의 상징색 탱고

2009년 12월 제네바에서 32대의 차량을 주문했다. 슈투트가르터 슈트라센바넨에서 20대의 차량을 주문했으며, 첫 번째 차량은 2012년 9월에 완료되었다.
아펜첼러바넨 (AB)은 슈타들러 철도과 계약하여 새로운 아펜첼–St.에 사용할 7개의 새로운 탱고를 제공한다. 갈렌-트로겐 철도는 2017년부터 시작된다. 이전에는 생갈렌에서 아펜첼까지의 서부 노선이 랙 구간이 있는 중전차로 운영되었다.
오르후스 레트베인(Aarhus Letbane)은 12대의 슈타들러 탱고(최고속도 100km/h)와 14대의 슈타들러 바리오반을 혼합하여 총 26대를 받게 된다.